# تپه کلهلی قراق
تپه کلهلی قراق مربوط به عصر آهن است و در شهرستان مشگین‌شهر، بخش مرادلو، دهستان ارشق غربی، روستای گون پاپاق واقع شده و این اثر در تاریخ ۲۶ اسفند ۱۳۸۷ با شمارهٔ ثبت ۲۵۷۷۴ به‌عنوان یکی از آثار ملی ایران به ثبت رسیده است.